# Gargetta tompua
Gargetta tompua är en fjärilsart som beskrevs av Sergius G. Kiriakoff 1970. Gargetta tompua ingår i släktet Gargetta och familjen tandspinnare. Inga underarter finns listade i Catalogue of Life.